# Beatrix Giebel
Beatrix Giebel (* 4. Februar 1961 in Stuttgart) ist eine deutsche Malerin.
Giebel studierte Malerei und Druckgrafik an der Akademie der Bildenden Künste in Stuttgart bei Moritz Baumgartl, Erich Mansen und Roland Winkler, sowie an der Accademia di Belle Arti in Venedig/Italien bei Carmelo Zotti. Sie lebt in Tübingen und arbeitet in Fellbach bei Stuttgart. Von 2001 bis 2015 war sie Dozentin an der Europäischen Kunstakademie in Trier. Giebel ist Dozentin an der Kunstschule Fellbach, Mitglied im Künstlerbund Tübingen und GEDOK Stuttgart. Sie hatte diverse Einzelausstellungen und Ausstellungsbeteiligungen im In- und Ausland. Sie ist eine Cousine von Ulrike Weiler und eine Enkelin von Paul Jostock.

## Einzelausstellungen (Auswahl)
| Jahr | Ausstellung                               | Ort/Land                |
| ---- | ----------------------------------------- | ----------------------- |
| 1987 | Galleria Gi&Gi                            | Lido di Venezia/Italien |
| 1988 | Galerie Sintesi                           | Treviso/Italien         |
| 1989 | Kunstitut                                 | Stuttgart               |
| 1992 | H.C.M. Art Forum                          | Stuttgart               |
| 1996 | Hasenbergsteige 31                        | Stuttgart               |
| 1997 | Centro d'arte 'La Roggia'                 | Pieve di Soligo/Italien |
| 1998 | Exzet (Breuninger Stiftung)               | Stuttgart               |
| 1998 | Galerie des Künstlertreffs                | Stuttgart               |
| 1999 | Galerie der Grieshaber Akademie           | Schiltach               |
| 2002 | Galerie der Stadt Fellbach                | Fellbach                |
| 2003 | Villa Bosch                               | Kunstverein Radolfzell  |
| 2005 | Südwestbank                               | Stuttgart               |
| 2006 | Städtische Galerie Filderstadt            | Filderstadt             |
| 2014 | "Standortwechsel"                         | Kulturhalle Tübingen    |
| 2015 | "a nice cup of tea" Künstlerbund Tübingen | Tübingen                |
| 2016 | "Fenster zur Welt" Galerie in der Lände   | Kressbronn              |

## Ausstellungsbeteiligungen (Auswahl)
| Jahr | Ausstellung | Ort/Land         |
| ---- | --- | ---------------- |
| 1985 | Kunstverein Kaiserslautern                                                                                     | Kaiserslautern   |
| 1986 | Galerie unterm Turm                                                                                            | Stuttgart        |
| 1987 | Galerie Borgo                                                                                                  | Treviso/Italien  |
| 1989 | Darmstädter Sezession                                                                                          | Darmstadt        |
| 1989 | Kunstverein Eislingen                                                                                          | Eislingen        |
| 1989 | Alpirsbacher Galerie                                                                                           | Alpirsbach       |
| 1990 | Kunstverein Ellwangen                                                                                          | Ellwangen        |
| 1997 | Internationales Symposium in Sinji Vrh/Slowenien                                                               | Vrh/Slowenien    |
| 1997 | Paradiso Perduto                                                                                               | Venedig/Italien  |
| 1998 | ArToll Labor                                                                                                   | Bedburg-Hau      |
| 2000 | Podium Kunst                                                                                                   | Schramberg       |
| 2000 | International Interdisciplinary Workshop                                                                       | Dobrinj/Kroatien |
| 2003 | Remisen Akademie Brande                                                                                        | Dänemark         |
| 2005 | Shedhalle Tübingen                                                                                             | Tübingen         |
| 2005 | EKA Trier | Trier            |
| 2009 | Palazzo Costanti                                                                                               | Trieste/Italien  |
| 2010 | "Kunst und Gesellschaft" Württ. Kunstverein Stuttgart                                                          | Stuttgart        |
| 2011 | "Fremdkörper" Kulturhalle Tübingen                                                                             | Tübingen         |
| 2013 | "Das Antlitz" Württembergischer Kunstverein Stuttgart                                                          | Stuttgart        |
| 2014 | Künstlerbund Tübingen, Grafikmappe zum Tübinger Vortrag "Kunst und Literatur", Künstlerbund Tübingen           | Tübingen         |
| 2015 | "Raumgewinn", Kunsthalle Tübingen                                                                              | Tübingen         |
| 2015 | Echo – Kunst im Dialog, Stadtmuseum Tübingen                                                                   | Tübingen         |
| 2015 | Galerie Peripherie                                                                                             | Tübingen         |
| 2016 | „Die Dinge, die ich liebe“, Künstlerbund Tübingen                                                              | Tübingen         |
| 2018 | „bitte danke danke bitte“ Galerie der Stadt Fellbach                                                           | Fellbach         |
| 2018 | „40x40“ Podium Kunst                                                                                           | Schramberg       |
| 2019 | Druckgrafik 2019, Künstlerbund Tübingen                                                                        | Tübingen         |
| 2020 | „Indessen wandelt harmlos droben das Gestirn. - Hölderlin suchen“, Kulturhalle, KBT Galerie und Galerie Fingur | Tübingen         |
| 2022 | „Hölderlinien“ Schauraum Nürtingen                                                                             | Nürtingen        |
| 2023 | Gedok Galerie Stuttgart                                                                                        | Stuttgart        |

## Kataloge (Auswahl)
| Jahr | Katalog |
| ---- | --- |
| 1985 | Sickingen Kunstpreis Kaiserslautern                                                                                              |
| 1987 | Klasse Erich Mansen, Galerie unterm Turm, Stuttgart                                                                              |
| 1989 | Darmstädter Sezession Darmstadt                                                                                                  |
| 2002 | Beatrix Giebel "Fenster zur Welt" Katalog zur Ausstellung in der Galerie der Stadt Fellbach                                      |
| 2003 | Zeitgenössische Kunst im Rems-Murr-Kreis                                                                                         |
| 2005 | Beatrix Giebel "Vielschichtig – Das einzig Beständige ist die Veränderung", Katalog zur Ausstellung in der Südwestbank Stuttgart |
| 2009 | "arte nel segno di Carmelo Zotti" Hrsg. Associazione Iniziativa Europea, Trieste                                                 |
| 2015 | „Echo“, Kunst im Dialog, Stadtmuseum Tübingen                                                                                    |

## Ankäufe
- Sammlung des Landes Baden-Württemberg
- Kressbronn am Bodensee – Sammlung Lände[11]
- Stadt Fellbach
- Südwestbank Stuttgart
- Kulturremisen, Brande, Dänemark